# Vrásník
Vrásník (německy Lachenberg) je vrchol v České republice ležící v pohoří Děčínská vrchovina nad Prostředním Žlebem. Zatímco ze severozápadu jen nepatrně vystupuje z poměrně plochého hřbetu, z východu působí velmi mohutným dojmem, neboť zde vystupuje z Kaňonu Labe a na vzdálenost jednoho kilometru vzdušnou čarou dosahuje převýšení 300 m nad hladinou Labe.

## Historie názvu
Původní německý název Lachenberg zmiňovaný již r. 1554 byl původně nesprávně přeložen jako „Smavý vrch“ (dle něm. lachen – smát se). Správným překladem je „Loužový vrch“ (dle něm. e Lache – louže), což by i odpovídalo tomu, že mírně svažité návrší na severozápad od vrcholu je poměrně vlhké s patrnými odvodňovacími strouhami. Zejména zjara lze na návrší nalézt řadu louží a tůněk. Návrší bylo v minulosti využíváno jako pastviny patřící ke dvoru Papert.
Ve starších pramenech (mapách) se vyskytují chybné názvy: „Lerchenberg“ a „Bärenberg“.

## Popis, zajímavosti
Nenápadný vrchol kopce a rozsáhlé severozápadní návrší je z hlinitopísčitých sedimentů beze skal. Na zarostlý vrchol, na němž stávala dřevěná triangulační věž, nevede žádná pěšina. Poměrně kvalitní zpevněná lesní cesta vede přibližně 150 m od vrcholu a v podstatě zde končí. Díky těžbě porostů vzniklo několik průseků, z nichž lze najít několik velice zajímavých výhledů na Děčín. Skalní pískovcové útvary se nacházejí na úbočích zhruba ve výšce 370 m n. m. Z plochého hřbetu na severozápad od vrcholu Vrásníku vystupují ještě dva bezejmenné ploché vrcholy (jižnější bývá nazýván „Za muničákem“ – kóta 424,9 m n. m.). Severnější z nich (429 m n. m.) je na severovýchodě ohraničen pásmem skal zvaných Čertův sráz (něm. Tschirtenrand) nad Čertovou Vodou s pěkným výhledem. Asi 600 m od vrcholu na západ se zachoval zbytek louky osázený jírovci a duby (původně i ovocnými stromy) zvaný „Kaštanka“. Díky vláze, která se zde udržuje, a dobré průchodnosti terénu jsou tato místa vyhledávána houbaři. V hlubokém údolí pod jihozápadním svahem kopce se nachází vodárna Köllborn, z níž je část vody odváděna přes železniční most v Horním Žlebu do vodojemu na Stoličné hoře.
9. března 1945 narazil do jižního svahu německý letoun Focke-Wulf Fw 190. Pilot Weber zahynul. Blok motoru byl vyzvednut z koryta potoka v r. 2007.

## Přístup
Na vrchol Vrásníku nevede žádná značená turistická cesta. Přístup od Labe z Horního a zvláště Prostředního žlebu cestami a pěšinkami je poměrně náročný. Nejsnazší je přístup lesními cestami z Maxiček, zejména lesní silničkou odbočující ze silnice do Dolního Žlebu zvané Laubloška na rozcestí U kaštanů.

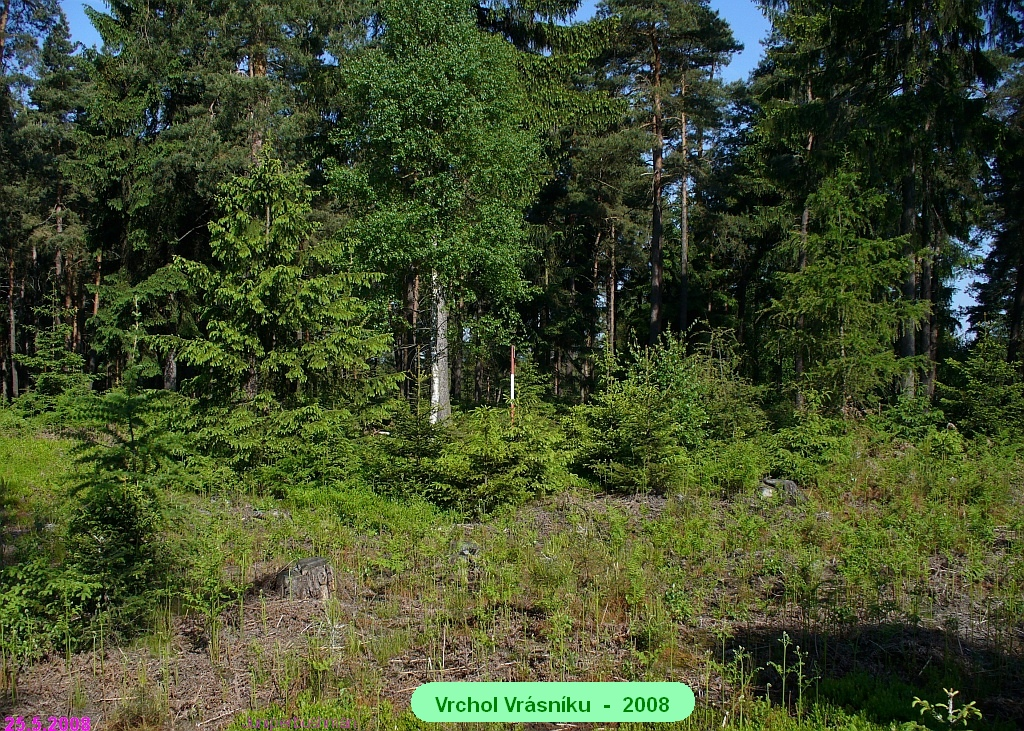
Zarostlý vrchol Vrásníku.
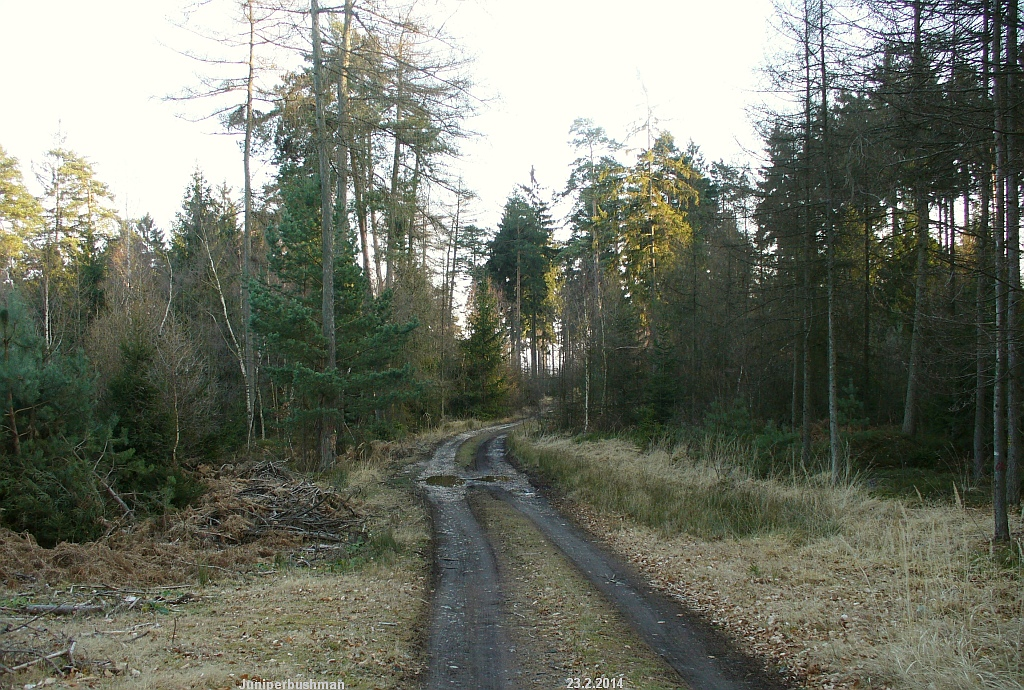
Cesta okolo vrcholu Vrásníku.
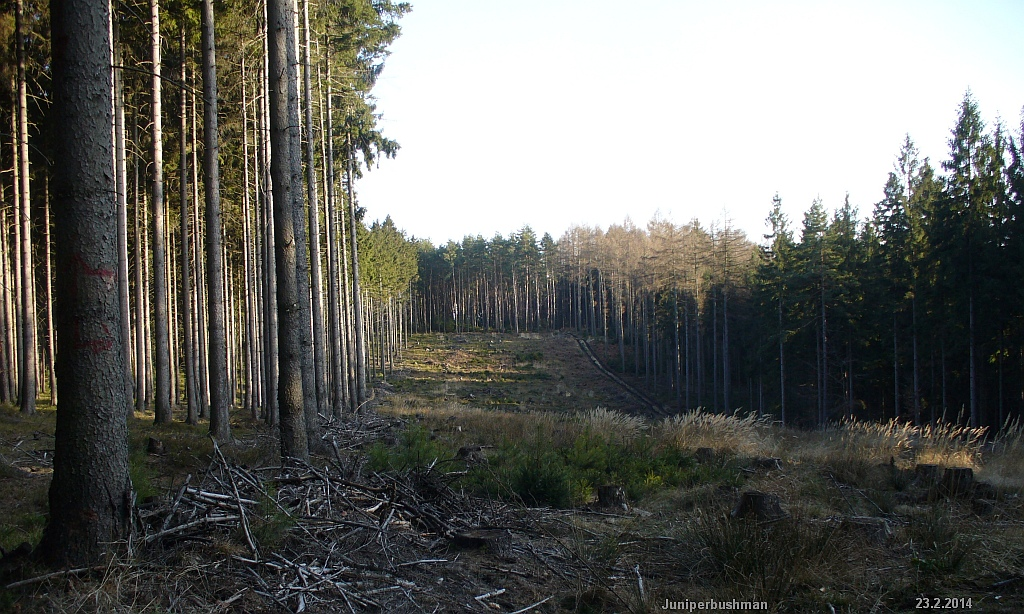
Paseka západně od vrcholu.
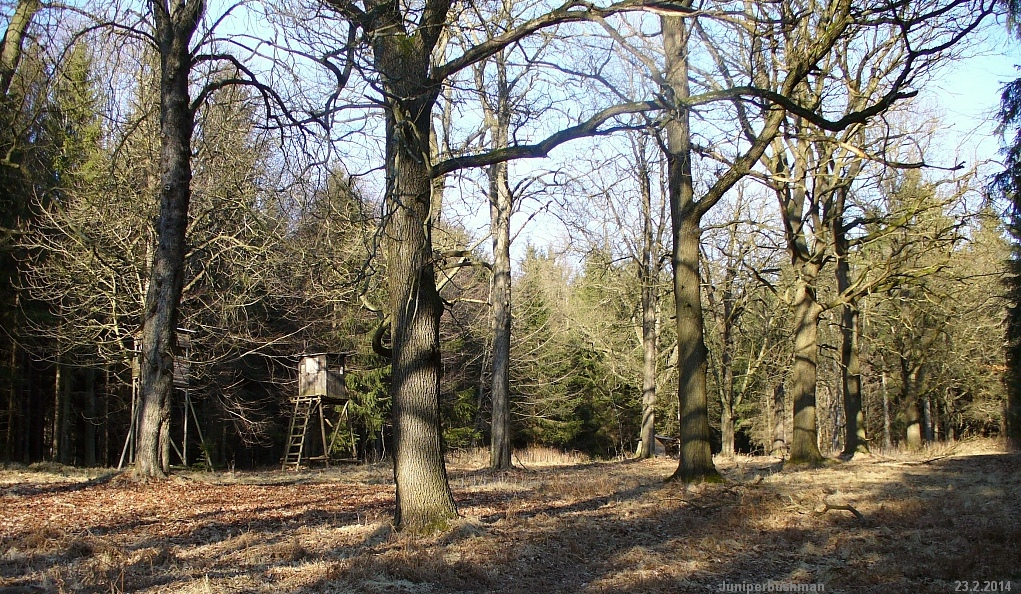
Kaštanka.
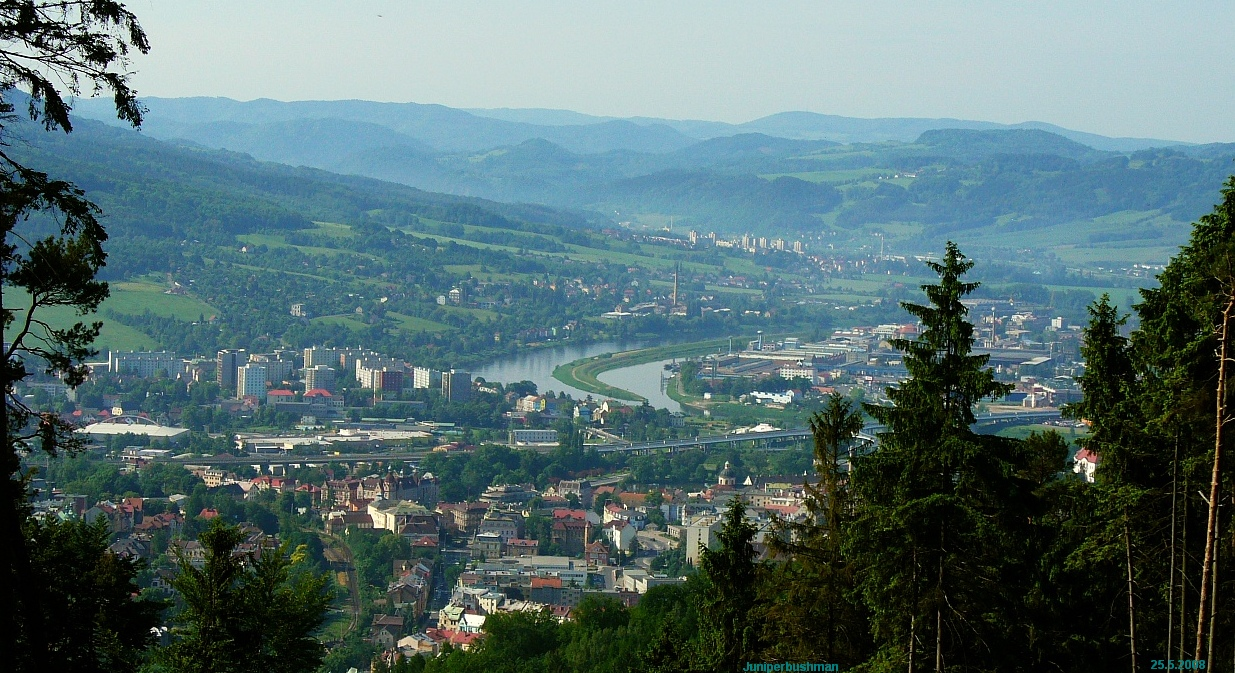
Pohled z průseku na Děčín.
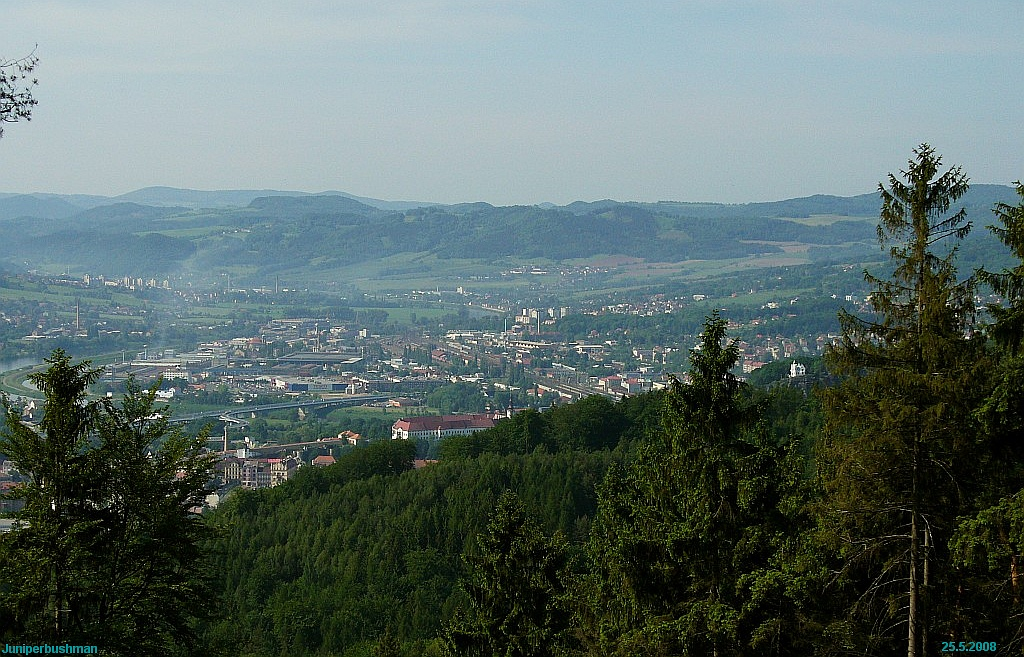
Pohled na Podmokly a Rozbělesy.
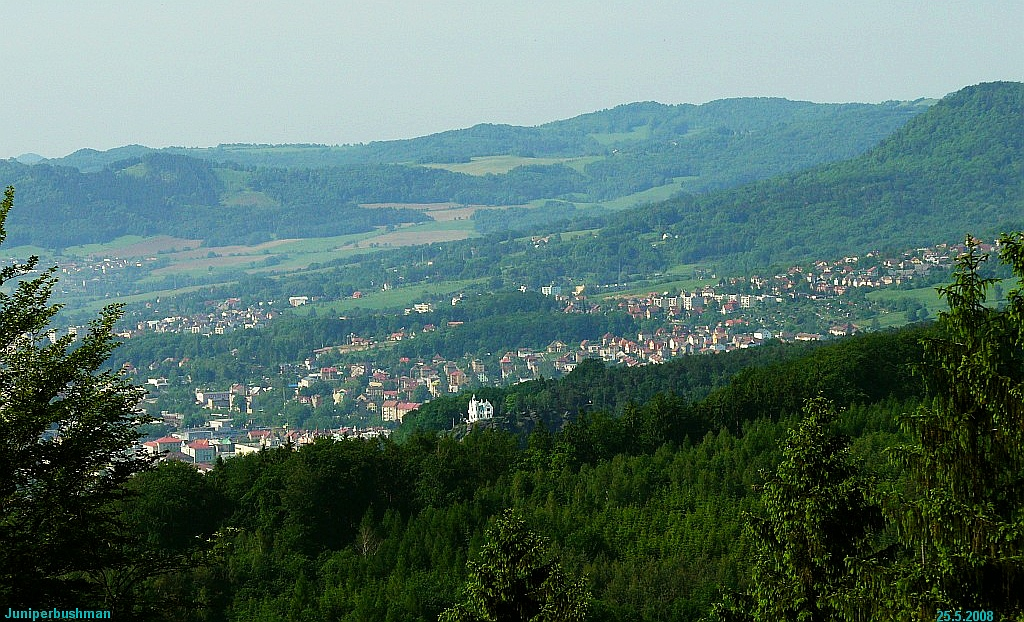
Pohled z průseku na Letnou.
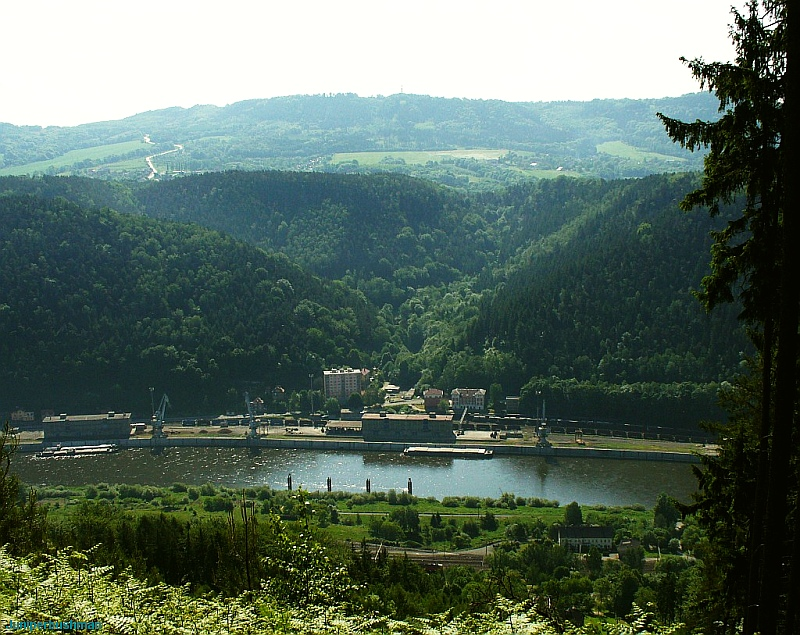
Pohled z průseku na Loubí.
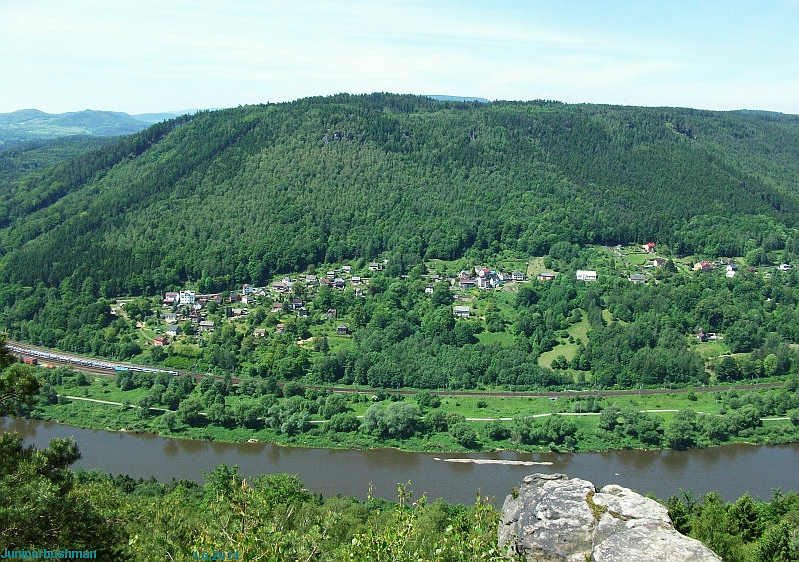
Pohled na Vrásník z vyhlídky na Spálenisku.
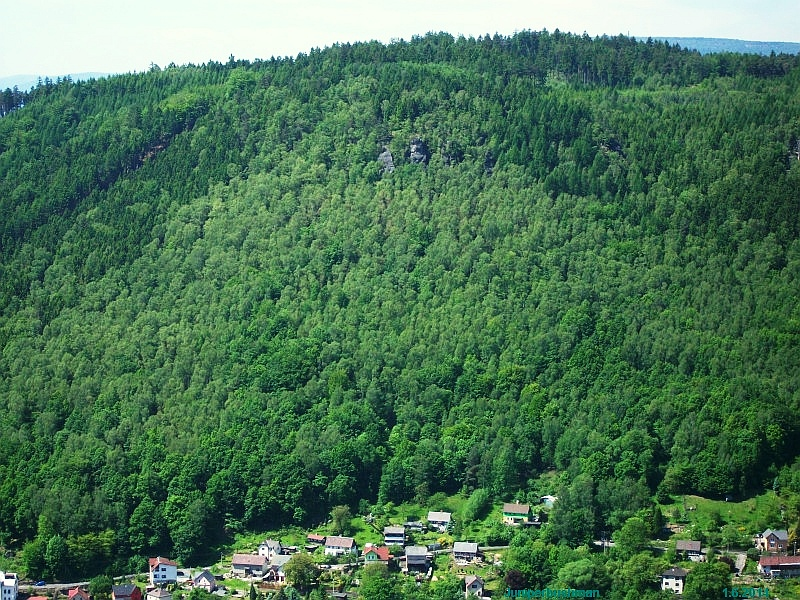
Východní stráň Vrásníku.